# Rouranski kaganat
Rouranski kaganat (kitajsko: 柔然; pinjin: Róurán) je bila zveza nomadskih plemen na severnih mejah Notranje Kitajske. Zveza je trajala od zgodnjega 4. stoletja do poznega 6. stoletja. Včasih se je domnevalo, da je Rouranski kaganat istoveten z Evrazijskimi Avari, ki so se kasneje pojavili v Evropi.
Rouranski kaganat je leta 552 uničila zveza Gokturkov, kitajskih dinastij Severni Či in Severni Džou ter plemen iz osrednje Azije.